# Universidad de Strathclyde

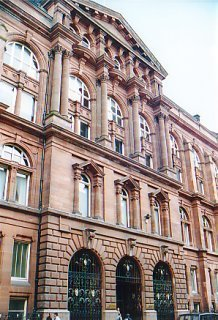
Edificio del Royal College

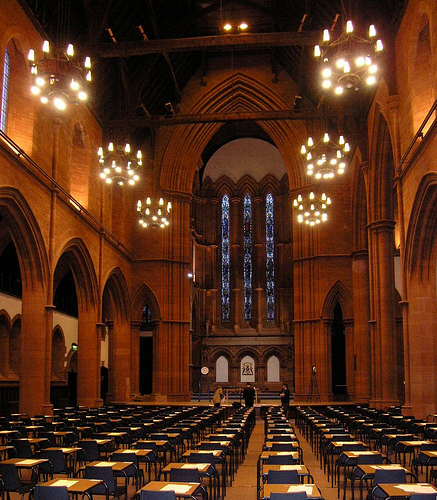
Barony Hall

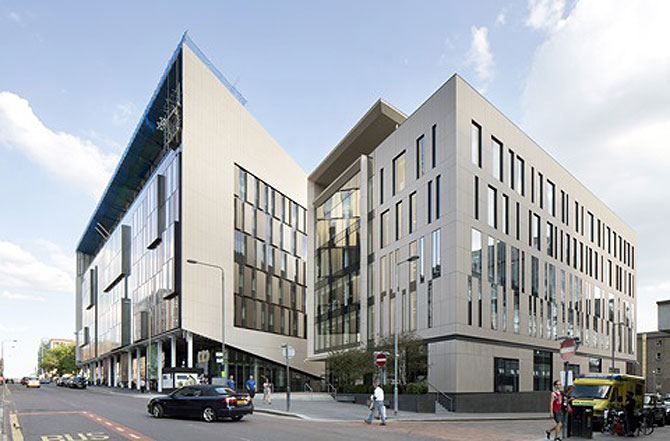
Centro de Tecnología e Innnovación

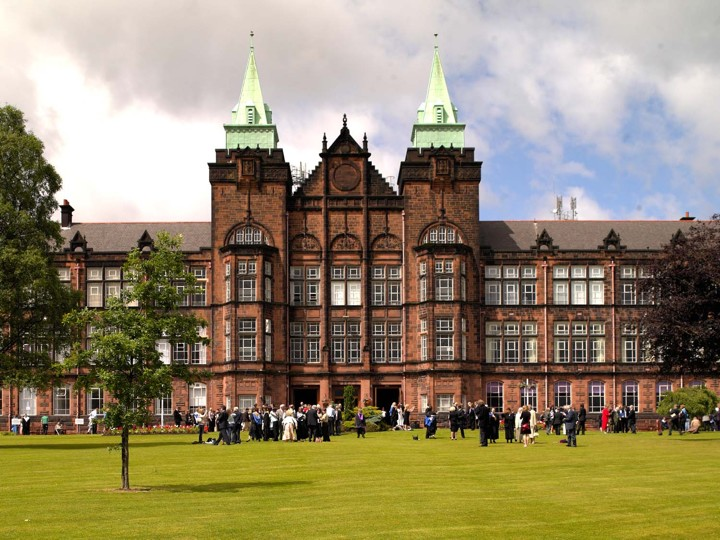
Campus de Jordanhill

La Universidad de Strathclyde (en inglés:  University of Strathclyde, en escocés: Varsitie o Straithclyde, en gaélico escocés:  Oilthigh Srath Chluaidh) es una universidad pública escocesa de investigación ubicada en Glasgow, Escocia, Reino Unido. Fue fundada en 1796 como el Instituto Andersoniano (en inglés:  Andersonian Institute) por John Anderson, profesor en la Universidad de Glasgow, con la idea de crear una universidad especializada en materias prácticas: «aprendizaje útil». 
Es la segunda universidad más antigua de Glasgow, habiendo recibido su carta real en 1964 como la primera universidad tecnológica del Reino Unido. Toma su nombre de la antigua región administrativa de Strathclyde y del histórico Reino de Strathclyde. 
La Universidad de Strathclyde es la tercera universidad más grande de Escocia por número de estudiantes, con estudiantes y personal de más de 100 países. La institución fue galardonada con el título de Universidad del Año 2012 y la Universidad Emprendedora del año 2013 por Times Higher Education.
Es una institución educativa reputada por su formación en ingeniería y su escuela de comercio.
Se organiza en cuatro facultades:
- Ciencias
- Escuela de Negocios
- Humanidades y Ciencias Sociales
- Ingeniería

## Alumnado
- John Logie Baird
- David Livingstone
- James Croll
- Lauren Mayberry
- Thomas Graham